# Ontario (Kalifornien)
Ontario ist eine Stadt im San Bernardino County im US-Bundesstaat Kalifornien, Vereinigte Staaten, mit 175.265 Einwohnern (Stand: Volkszählung 2020). Die östlich von Los Angeles gelegene Stadt wird im Volksmund auch Gateway to Southern California („Tor nach Südkalifornien“) genannt. Die Stadt hat eine Größe von 129,5 km² und ist eine principal city der Metropolitan Statistical Area (MSA) Riverside–San Bernardino–Ontario mit rund 4,6 Millionen Einwohnern.
In Ontario liegt mit dem Flughafen Los Angeles-Ontario der zweitgrößte Flughafen im Großraum Los Angeles. Außerdem beherbergt die Stadt das Einkaufszentrum Ontario Mills, das vom Betreiber als größtes einstöckiges Einkaufszentrum im westlichen Nordamerika bezeichnet wird. Von 1970 bis 1980 verfügte Ontario mit dem Ontario Motor Speedway zudem über eine Motorsport-Rennstrecke.
Benannt ist die Stadt nach der Ontario Colony, die im Jahr 1882 von den Brüdern George, William und Charles Chaffey an selber Stelle gegründet wurde.

## Geografie
Die Stadt liegt im Südwesten des San Bernardino Countys im Pomona Valley in Kalifornien, 56 Kilometer östlich von Downtown Los Angeles. Sie grenzt im Süden an Chino, im Westen an Montclair, im Norden an Upland und Rancho Cucamonga, im Osten an Fontana sowie im Südosten an Eastvale im Riverside County.
Ontario hat 163.924 Einwohner (Stand der Volkszählung 2010), womit es der viertgrößte Ort im San Bernardino County ist. Die Stadt erstreckt sich auf einer Fläche von circa 129,5 km², wovon die Landfläche den größten Teil ausmacht; die Bevölkerungsdichte beträgt somit 1.267,3 Einwohner pro Quadratkilometer. Das Stadtzentrum befindet sich auf einer Höhe von 306 Metern. Ontario gehört zur Metropolregion Inland Empire.

## Geschichte
In der ersten Augustwoche 1881 fasste der kanadische Ingenieur George Chaffey den Entschluss, die unfruchtbare Cucamonga Desert durch ausreichende Bewässerung in produktives Land umzuformen. Zusammen mit seinem Bruder William erwarb er die 25 km² großen „San Antonio Lands“ mit den dazugehörigen Wasserrechten für 60.000 Dollar. Dieses Gebiet wurde zum Kern ihrer zukünftigen Siedlung, die später in Richtung Süden bis zu den Gleisen der Southern Pacific Railroad und im Norden bis zur Kincaid Ranch im San Antonio Canyon, einer wichtigen Wasserquelle, erweitert wurde.
Das von Chaffey gewählte Land wurde ausgemessen und im November 1882 verkauft. Im Zentrum ließ er die nach dem griechischen Mathematiker Euklid benannte Euclid Avenue anlegen. Die beiden Fahrstreifen der 13 Kilometer langen und sechzig Meter breiten Straße wurden von einem Grünstreifen mit Pfefferbäumen getrennt. Heute bildet die Euclid Avenue einen Abschnitt der California State Route 83.
Um das Land mit Wasser zu versorgen, wurden Zementrohre verlegt. Später bohrte die San Antonio Water Company einen Tunnel in den San Antonio Canyon, um den unterirdischen Wasserverlauf anzuzapfen, was damals eine technische Neuerung darstellte. Die hohe Nachfrage nach Strom zum Emporheben des Wassers führte zur Gründung der Ontario Power Company.
Eine Besonderheit in Ontario war, dass Käufer von Landflächen in der Siedlung automatisch Anteile an der Water Company erhielten. Durch diese Regelung sollten alle Landbesitzer eine der Größe ihres Landes entsprechende Wassermenge zur Verfügung gestellt bekommen. Dies ersparte den Siedlern Probleme, die in Städten aufgetaucht waren, in denen Land- und Wasserrechte getrennt verkauft wurden. Später verließen die Gebrüder Chaffrey Ontario, um in Australien weitere Städte zu gründen. Charles Frankish wurde nun zum Koordinator der jungen Stadt.

Maultierbahn Ontario

Im Jahr 1887 fuhr auf der Euclid Avenue erstmals die Straßenbahn von Ontario, damals noch von Maultieren gezogen. Charles Frankish und Godfrey Stamm gründeten die Ontario and San Antonio Heights Railroad Company. Nachdem die Maultiere die Straßenbahn von der Holt Street zur 24th Street emporgezogen hatten, konnten sie mittels eines Anhängers bei der Rückfahrt wieder zum Ausgangspunkt zurückgebracht werden. 1895 wurde die Maultierbahn durch elektrisch betriebene Wagen ersetzt. Der Stromgenerator wurde einmal nach einer Überschwemmung beschädigt, sodass zeitweise erneut Maultiere im Einsatz waren. Der Betrieb der Straßenbahn wurde 1933 eingestellt.
Am 10. Dezember 1891 wurde Ontario gemäß der Verfassung Kaliforniens zur City erhoben. Zuerst wurde der Bürgermeister noch vom Stadtrat gewählt, erst später war die allgemeine Bevölkerung wahlberechtigt.
Die Landwirtschaft, insbesondere der Anbau von Zitrusfrüchten, dominierten die folgende Zeit. Das Chaffey College aus der Gründungszeit der Stadt konzentrierte sich daher darauf, den Bauern Hilfe zu bieten. Hier entwickelte Professor George Weldon mit dem Babcock Peach einen Pfirsich, der besonders gut auf die milden kalifornischen Winter abgestimmt ist. Heute befindet sich das Chaffey College in Rancho Cucamonga, der ehemalige Campus in Ontario wird von der Chaffey High School benutzt. Bedeutende Obstsorten in Ontario und seiner Nachbarstadt Upland waren vor allem Orangen, Pfirsiche, Walnüsse, Zitronen und Weintrauben.
Im Jahr 1923 errichteten der Richter Archie Mitchell, Waldo Waterman und andere Flugzeugbegeisterte das Latimer Field, das der lokalen Luftfahrt zu Bedeutung verhalf. Das Wachstum der Stadt selbst zwang die Betreiber des Flugplatzes dazu, immer weiter nach Osten auszuweichen, bis der Flugplatz seine heutige Lage als Flughafen Los Angeles-Ontario fand. Im Zweiten Weltkrieg trainierten hier Piloten der Lockheed P-38.
Nach Kriegsende gewann Ontario durch den Zuzug neuer Einwohner, angelockt von den günstigen klimatischen Bedingungen, an Vielfältigkeit. Das 1891 inkorporierte, circa einen Quadratkilometer große Stadtgebiet wurde seitdem auf fast 130 km² vergrößert. Die Wirtschaft wird heute von Industrie und Manufakturen bereichert, so sind 41 km² der Stadtfläche als Industriegebiet vorgesehen. Einen wichtigen Stellenwert für das Stadtwachstum nimmt die Nähe zur Millionenstadt Los Angeles ein.
Das 1974 veranstaltete California-Jam-Festival zählt zu den bedeutendsten Festivals der Rockgeschichte.

## Politik
Ontario ist Teil des 20. Distrikts im Senat von Kalifornien, der momentan vom Demokraten Alex Padilla vertreten wird. In der California State Assembly ist der Ort dem 52. Distrikt zugeordnet und wird somit vom Demokraten Freddie Rodriguez vertreten. Auf Bundesebene gehört Ontario Kaliforniens 35. Kongresswahlbezirk an, der einen Cook Partisan Voting Index von D+15 hat und von der Demokratin Gloria Negrete McLeod vertreten wird.

### Städtepartnerschaften
Ontario unterhält Städtepartnerschaften mit den folgenden vier Städten:
- Brockville, Ontario, Kanada seit 1977
- Guamúchil, Sinaloa, Mexiko seit 1982
- Los Mochis, Sinaloa, Mexiko seit 1988
- Mocorito, Sinaloa, Mexiko seit 1982

## Wirtschaft und Infrastruktur

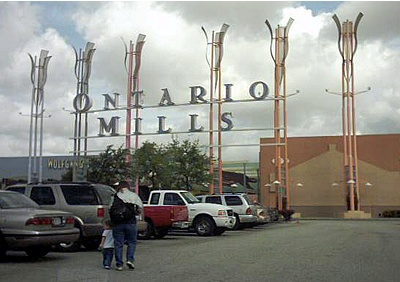
Ontario Mills

Die Stadt besitzt mit Ontario Mills das größte Einkaufszentrum Südkaliforniens und eines der größten Nordamerikas. In Ontario befindet sich zudem auch der Firmensitz der inoffiziellen GMDAT-Tochtergesellschaft Phoenix Motorcars, welche sich der Entwicklung und dem Bau von Elektrofahrzeugen gewidmet hat.

### Verkehr
Zwischen 1888 und 1933 bestand in Ontario eine anfänglich mit Maultieren betriebene Straßenbahn.
Der LA/Ontario International Airport stellt einen wichtigen Flughafen vor allem für nationale Flüge dar. Zudem wird der Flughafen für Frachttransport von Fluggesellschaften wie FedEx und UPS Airlines genutzt. Betrieben wird er von der Stadt Los Angeles.
Aufgrund der günstigen, zentralen Lage der Stadt führen die Interstate 10 und der Pomona Freeway (CA 60) in Ost-West-Richtung durch die Stadt hindurch, wobei der Flughafen südlich von der Interstate 10 und nördlich von der CA 60 liegt. Der Osten der Stadt wird zudem von der in Nord-Süd-Richtung verlaufenden Interstate 15 passiert. Die California State Route 83 hat als Euclid Avenue einen wichtigen Stellenwert in der Stadtgeschichte. Sie liegt im Westen von Ontario und verläuft ebenfalls in Nord-Süd-Richtung.
Ontario verfügt über eine Amtrak-Station, die von den Reisezügen Sunset Limited und Texas Eagle angefahren wird. Daneben verfügt die Stadt über einen Bahnhof im Streckennetz des Metrolinks, der sie mit dem übrigen Greater Los Angeles Area, dem Orange County und dem San Fernando Valley verbindet.

## Bildung
Ontario verfügt über 25 Grundschulen, sechs Middle Schools und fünf High Schools. Zudem beheimatet die Stadt als Universität die Chapman University und früher auch das Chaffey College (heute in Rancho Cucamonga gelegen).

## Sport
Die Citizens Business Bank Arena wurde Ende 2008 eröffnet und gehört der Stadt Ontario, wird jedoch von der Anschutz Entertainment Group betrieben. Sie verfügt über 11.000 Sitzplätze und ist die größte geschlossene Arena im Inland Empire. Sie beheimatet die Ontario Reign, eine Eishockeymannschaft in der ECHL. Auch die Los Angeles Kings tragen gelegentlich Spiele in Ontario aus.

## Persönlichkeiten

### Söhne und Töchter der Stadt
- William Graber (1911–1996), Leichtathlet
- Henry Bumstead (1915–2006), Art Director und Production Designer
- Robert Graettinger (1923–1957), Komponist
- Gilbert Espinosa Chávez (1932–2020), Weihbischof in San Diego
- Hobart Alter (1933–2014), Surfbretthersteller und Yachtkonstrukteur
- Jay Anderson (* 1955), Kontrabassist
- Douglas Northway (* 1955), Schwimmer
- Mike Skinner (* 1957), Automobilrennfahrer
- Anthony Muñoz (* 1958), American-Football-Spieler
- Antonio Pierce (* 1978), American-Football-Spieler
- Landon Donovan (* 1982), Fußballspieler
- Kyree King (* 1994), Sprinter

### Mit Ontario verbundene Persönlichkeiten
- Bob Marcucci (1930–2011), Musikproduzent, in Ontario verstorben
- Bill Summers (1935–2011), Automobilkonstrukteur, in Ontario verstorben
- Joseph Wambaugh (1937–2025), Schriftsteller, lebte in Ontario